# Municipio de Richland (condado de Monroe, Arkansas)
El municipio de Richland (en inglés: Richland Township) es un municipio ubicado en el condado de Monroe en el estado estadounidense de Arkansas. En el año 2010 tenía una población de 160 habitantes y una densidad poblacional de 1,9 personas por km².

## Geografía
El municipio de Richland se encuentra ubicado en las coordenadas 34°56′49″N 91°14′31″O / 34.94694, -91.24194. Según la Oficina del Censo de los Estados Unidos, el municipio tiene una superficie total de 84.27 km², de la cual 84,09 km² corresponden a tierra firme y (0,22 %) 0,19 km² es agua.

## Demografía
Según el censo de 2010, había 160 personas residiendo en el municipio de Richland. La densidad de población era de 1,9 hab./km². De los 160 habitantes, el municipio de Richland estaba compuesto por el 79,38 % blancos, el 15,63 % eran afroamericanos, el 3,75 % eran asiáticos, el 0,63 % eran de otras razas y el 0,63 % eran de una mezcla de razas. Del total de la población el 0 % eran hispanos o latinos de cualquier raza.